# Alnö landskommun
Alnö landskommun var en tidigare kommun i Västernorrlands län.

## Administrativ historik
Kommunen bildades 1863 när 1862 års kommunalförordningar trädde i kraft av Alnö socken i Medelpad och omfattade huvudsakligen ön Alnön.
Kommunen tillhörde från 1918 Alnö landsfiskalsdistrikt.
Den 1 januari 1965 upphörde Alnö som kommun och inkorporerades i Sundsvalls stad som ett första steg i bildandet av Sundsvalls kommun.
Kommunkoden var 2209.

### Kyrklig tillhörighet
I kyrkligt hänseende tillhörde kommunen Alnö församling.

## Kommunvapnet
Blasonering: Fält, kluvet i blått och guld, vari en al av motsatta tinkturer, omgivet av en bård, kluven av guld och blått.
Vapnet komponerades av stadsarkitekt Hans Schlyter och fastställdes av Kungl Maj:t år 1962, knappt tre år innan kommunen upplöstes.

## Geografi
Alnö landskommun omfattade den 1 januari 1952 en areal av 73,10 km², varav allt land.

### Tätorter i kommunen 1960
| Tätort      | Folkmängd |
| ----------- | --------- |
| Alvik       | 1 860     |
| Ankarsvik   | 737       |
| Hovid       | 390       |
| Gustavsberg | 358       |

Tätortsgraden i kommunen var den 1 november 1960 69,3 procent.

## Politik

### Mandatfördelning i valen 1938-1962
| 4 | 21 | 3 | 2 |

| 28 |

| 4 | 21 | 3 | 2 |

| 26 |

| 6 | 18 | 3 | 3 |

| 26 |

| 3 | 20 | 2 | 5 |

| 24 | 6 |

| 4 | 20 | 2 | 4 |

| 24 | 6 |

| 3 | 20 | 3 | 3 |  |

| 27 |

| 3 | 21 | 3 | 3 |

| 26 |